# Sarcophaga hystrix
Sarcophaga hystrix är en tvåvingeart som först beskrevs av Pandelle 1896.  Sarcophaga hystrix ingår i släktet Sarcophaga och familjen köttflugor.
Artens utbredningsområde är Frankrike. Inga underarter finns listade i Catalogue of Life.